# Химикалка
Химикалката е инструмент за писане. Той има вътрешна камера (пълнител), пълна с вискозно мастило, което се разпределя при употреба, вследствие на въртенето на малка метална сфера с диаметър 0,7 – 1 mm. Мастилото изсъхва почти веднага след контакт с хартията. Евтини и надеждни, химикалките почти напълно изместват използваните в миналото писалки.
Съвременните химикалки са изобретени през 1938 от унгарския журналист Ласло Биро. Той забелязва, че мастилото, използвано за печатане на вестници, изсъхва бързо, и решава да направи писалка, използваща подобно мастило. Оказва се, че то е твърде вискозно и не може да се използва с обикновените писалки, след което Биро започва да експериментира, докато стига до съвременната конструкция на химикалката.
Известно време след това, през 50-те години на ХХ век, французинът Марсел Бик въвежда серийното производство, след като прави промени по конструкцията на химикалката. Това редуцира цената и прави химикалките достъпни за масова употреба.
Мастилото, използвано в химикалката, омокря топчето под действието на собствената си тежест. Затова при поставянето на химикалката нагоре с топчето, тя спира да пише. Поради тази причина обикновената химикалка не може да се използва при липсата на гравитация, както е при космическите полети. Поради това е разработена така наречената космическа писалка, която използва допълнителен натиск от газов патрон.